# Medasina telepompa
Medasina telepompa är en fjärilsart som beskrevs av Louis Beethoven Prout 1929. Medasina telepompa ingår i släktet Medasina och familjen mätare. Inga underarter finns listade i Catalogue of Life.